# Guvernatorul UTA Găgăuzia
Conform art. 14 din Legea privind statutul juridic special al Găgăuziei (Gagauz-Yeri) Nr.344-XIII din 23 decembrie 1994, Guvernatorul (bașcanul) este persoana oficială supremă a Găgăuziei. Lui i se subordonează toate autoritățile administrației publice ale Găgăuziei.
Guvernatorul Găgăuziei este ales prin vot universal, egal, direct, secret și liber exprimat pentru un mandat de 4 ani, pe bază alternativă. Aceeași persoană este reeligibilă în funcția de Guvernator al Găgăuziei pentru două mandate consecutiv. El trebuie să fie cetățean al Republicii Moldova care a împlinit vârsta de 35 de ani și cunoaște limba găgăuză.
Guvernatorul Găgăuziei este confirmat în funcția de membru al Guvernului Republicii Moldova printr-un decret al Președintelui Republicii Moldova.
Guvernatorul Găgăuziei exercită conducerea activității autorităților administrației publice și poartă răspundere pentru exercitarea atribuțiilor cu care este învestit prin lege. Guvernatorul Găgăuziei emite hotărîri și dispoziții care sînt executorii pe tot teritoriul Găgăuziei. Guvernatorul poate, de asemenea, semna sau opune legi, poate numi membri ai cabinetului și poate acorda grațieri atunci când Adunarea Populară îi permite să facă acest lucru.
Suspendarea din funcție, înainte de termen, a Guvernatorului Găgăuziei are loc în cazul dacă acesta nu respectă Constituția Republicii Moldova, Legea privind statutul juridic special al Găgăuziei (Gagauz-Yeri), legile locale și hotărîrile Adunării Populare sau dacă a comis o infracțiune. Decizia de destituire a Guvernatorului Găgăuziei se ia cu votul a două treimi din deputații aleși ai Adunării Populare.

## Statutul Găgăuziei

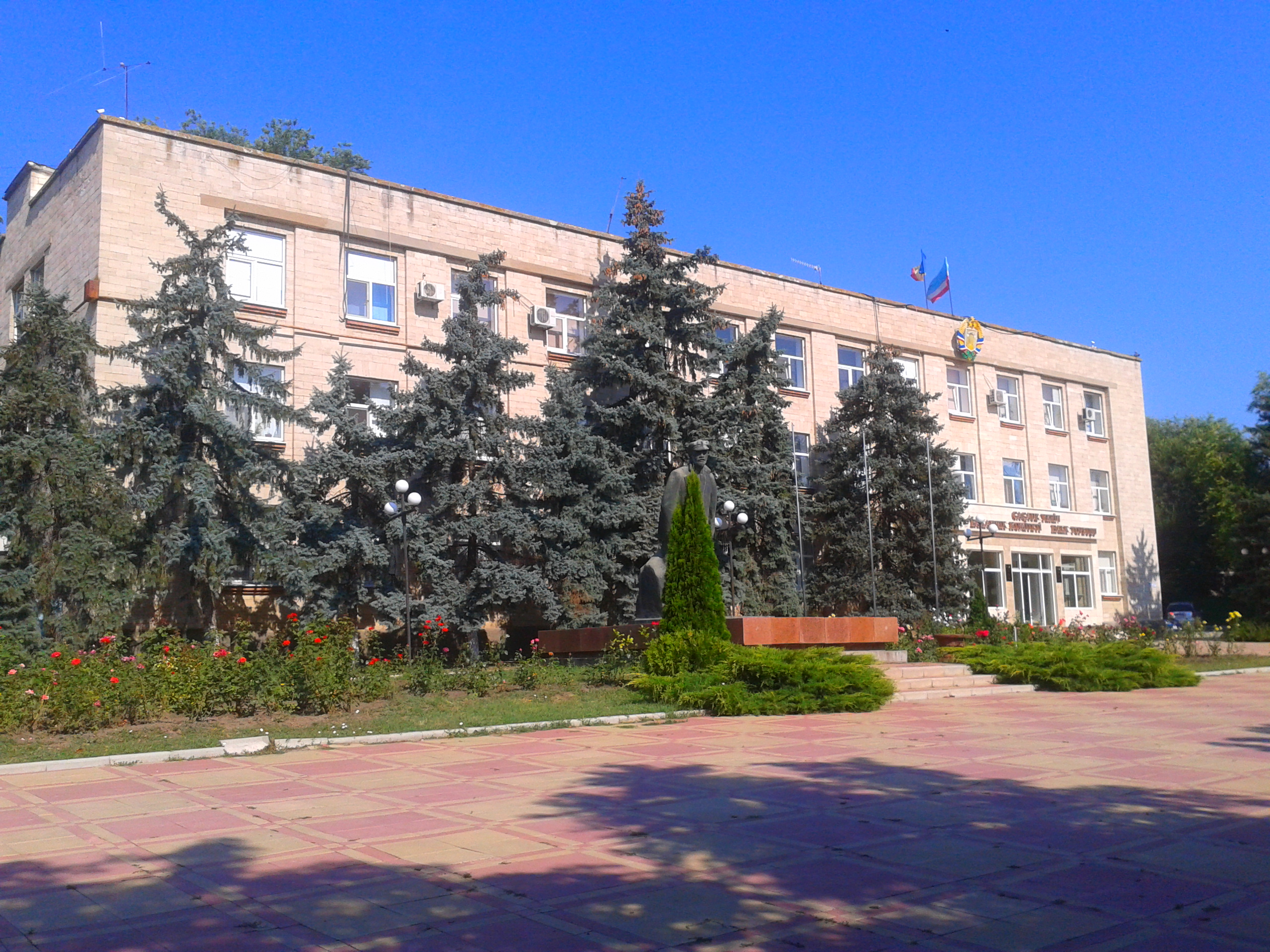
Sediul comitetului executiv al Găgăuziei

Autonomia găgăuză a fost consfințită în Constituția Republicii Moldova din iulie 1994 în articolul 111, care prevede și autonomia Transnistriei. Ulterior, Parlamentul Republicii Moldova a adoptat o lege și mai largă, care conferă un statut special autonom Găgăuziei la 23 decembrie 1994.
Găgăuzia este o unitate teritorială autonomă cu un statut special care, fiind o formă de autodeterminare a găgăuzilor, este parte integrantă și inalienabilă a Republicii Moldova. Conform art. 111 al Constituției Republicii Moldova, UTA Găgăuzia soluționează de sine stătător, în limitele competenței sale, în interesul întregii populații, problemele cu caracter politic, economic și cultural.
Pe teritoriul unității teritoriale autonome Găgăuzia sunt garantate toate drepturile și libertățile prevăzute de Constituția și legislația Republicii Moldova. În Găgăuzia activează organe reprezentative și executive potrivit legii.

## Istoric
La data de 19 august 1990 etnicii găgăuzii au proclamat o republică separatistă în sud, în jurul orașului Comrat („Republica Găgăuză”, Gagauz-Yeri în limba găgăuză).
În anul 1990, Stepan Topal devine unul din liderii mișcării separatiste din sudul Republicii Moldova. La data de 31 octombrie 1990, Stepan Topal este ales în funcția de președinte al Sovietului Suprem al autoproclamatei RSS Găgăuze.
Deși Sovietul Suprem al Republicii Moldova a declarat imediat aceste proclamații nule, în ambele republici separatiste s-au desfășurat alegeri. La 1 decembrie 1991, Stepan Topal este ales "președinte" al autoproclamatei "Republici Găgăuze", iar între anii 1991 și 1995 a stat în fruntea așa-zisulului "Soviet Suprem" al "Republicii Găgăuze". În paralel, Igor Smirnov a fost ales președinte al Republicii Nistrene în aceeași lună.

### Alegerile din mai-iunie 1995
La 17 ianuarie 1995, Guvernul Republicii Moldova aprobă (prin HG 35/1995) Regulamentul provizoriu privind alegerea Guvernatorului (Bașcanului) Găgăuziei.
După ce autonomia Găgăuziei a fost acceptată de Parlamentul Moldovei, la 25 mai 1995, a avut loc primul tur al alegerilor pentru funcția de Guvernator al Găgăuziei, concomitent cu alegerile în Adunarea Populară a autonomiei. Nici unul din cei 4 candidați pentru funcția de guvernator (Gheorghe Tabunșcic, Mihail Kendighelean, Dumitru Croitor și Stepan Topal) nu a întrunit numărul necesar de voturi pentru a fi ales din primul tur.
Ca urmare, la data de 11 iunie 1995, în turul doi de scrutin au participat cei doi candidați mai bine clasați: Gheorghe Tabunșcic și Mihail Kendighelean, iar cu 64% de voturi în funcția de Guvernator al Găgăuziei a fost ales Gheorghe Tabunșcic (inaugurarea în funcție a avut loc la 19 iunie 1995). Stepan Topal nu a reușit nici măcar calificarea în al doilea tur de scrutin.

### Alegerile din august 1999
La data de 22 august 1999, se desfășoară alegerile ordinare pentru funcția de Guvernator al UTA Găgăuzia, în primul tur participând 6 candidați (Dumitru Croitor, Gheorghe Tabunșcic, Mihail Kendighelean, Constantin Taușanji, Ilia Stamat, Piotr Sarî).
În cel de-al doilea tur de scrutin, desfășurat la 5 septembrie 1999, Dumitre Croitor, viceministru al afacerilor externe, este ales cu 61,54% din voturi, câștigând confruntarea cu bașcanul în funcție Gheorghe Tabunșcic. A fost învestit în funcția de Bașcan la 24 septembrie 1999. Dumitru Croitor participase la alegeri cu o platformă reformistă la data de 22 august 1999 la alegerile ordinare pentru funcția de Guvernator al UTA Găgăuzia.

### Interimatul (iulie-noiembrie 2002)
La 31 ianuarie 2002, un grup din 21 de deputați din Adunarea Populară a Găgăuziei i-au acordat un vot de neîncredere Guvernatorului Găgăuziei și au stabilit pentru data de 24 februarie 2002 organizarea referendumului de revocare din funcție a lui Dumitru Croitor. În ziua respectivă majoritatea secțiilor de votare au fost închise, autoritățile locale (executive) din autonomie luând măsuri pentru zădărnicirea referendumului. Pentru aceste acțiuni ulterior lui Dumitru Croitor, Mihail Kendighelean, Ivan Burgudji le-au fost intentate dosare penale, însă numai Ivan Burgudji a fost condamnat la închisoare, celelalte dosare fiind mai târziu clasate.
La 21 iunie 2002, sub presiunile interne și ale autorităților centrale, Dumitru Croitor demisionează din funcția de Guvernator al Găgăuziei, motivând oficial prin faptul că Adunarea Populară ignoră opinia sa în cazul adoptării deciziilor și îi respinge orice inițiative.
Adunarea Populară a UTA Gagauz Yeri din 26 iulie 2002 a anulat decizia ei anterioară de a-l numi pe președintele Adunării, Ivan Kristioglo, ca guvernator interimar după demisia lui Dumitru Croitor și l-a desemnat ca guvernator interimar al Găgăuziei pe Gheorghi Mollo.
Această decizie a fost adoptată după ce procurorul general al regiunii autonome, Gheorghi Leiciu, a trimis o scrisoare Adunării Populare a Găgăuziei afirmând că numirea lui Ivan Kristioglo, ca guvernator interimar al UTA Gagauz Yeri la 10 iulie 2002 a fost ilegală deoarece a încălcat principiul separării puterilor în stat.

### Alegerile din octombrie 2002
Deși a încercat să se înscrie la noile alegeri din 6 octombrie 2002, Comisia electorală centrală din Găgăuzia a refuzat la 9 septembrie 2002 înregistrarea lui Dumitru Croitor în calitate de candidat la funcția de Guvernator al Găgăuziei, din partea Partidului Democrat, motivând că dosarul prezentat nu era complet.
La data de 6 octombrie 2002, au avut loc alegerile anticipate pentru funcția de Guvernator al autonomiei, la care au participat 5 candidați: Gheorghe Tabunșcic - fost bașcan în perioada 1995-1999; Ilia Stamat, fost șef al Direcției pentru relații economice externe al executivului din autonomia găgăuză; Mihail Formuzal - primarul de Ceadîr Lunga; Stepan Topal, fost președinte al "Republicii Găgăuze" în perioda 1990-1995 și Constantin Taușanji, primarul de Comrat. La scrutin au participat doar 41,43 % de alegători, alegerile fiind invalidate.
La 16 octombrie 2002, președintele Vladimir Voronin l-a numit, prin decret, pe Dumitru Croitor în funcția de Reprezentant Permanent a Republicii Moldova pe lângă Oficiul Organizației Națiunilor Unite de la Geneva. Totodată, Dumitru Croitor a reprezentat Republica Moldova în calitate de Ambasador Extraordinar și Plenipotențiar la Organizația Mondială a Comerțului (OMC).
O nouă rundă de alegeri au loc la data de 20 octombrie 2002, la care participă doar 3 candidați (Gheorghe Tabunșcic, Mihail Formuzal, Constantin Taușanji). Fostul bașcan Stepan Topal este exclus din competiție de către Comisia electorală locală, care invocă încălcări în listele de subscripție ale candidatului.
În sondajele de opinie efectuate în regiunea găgăuză pentru alegerile din 2002, Stepan Topal era creditat cu șanse mari de a intra în al doilea tur de scrutin, datorită utilizării unei retorici "național-patriotice". El era prezentat drept arhitect al autonomiei găgăuze care se opunea planurilor comuniștilor și al candidatului acestora de a submina însăși existența autonomiei găgăuze. Programul electoral al lui Topal se baza pe succesele guvernării lui Dumitru Croitor.
| Candidat            | Procent voturi |
| ------------------- | -------------- |
| Gheorghe Tabunșcic  | 50,99%         |
| Mihail Formuzal     | 43,22%         |
| Constantin Taușanji | 5,78%          |

La data de 9 noiembrie 2002 are loc inaugurarea în funcție a Guvernatorului Găgăuziei. Gheorghe Tabunșcic a demisionat din funcția de deputat în Parlament, mandatul său fiind ocupat de următorul candidat supleant pe lista Partidului Comuniștilor din Republica Moldova.

### Alegerile din decembrie 2006
La data de 3 decembrie 2006, s-au desfășurat noi alegeri pentru funcția de bașcan al UTA Gagauz Yeri. Acestea au avut loc ca urmare a expirării mandatului de patru ani al guvernatorului Gheorghe Tabunșcic.
În cursa electorală pentru alegerea bașcanului au fost înregistrați patru candidați înregistrați ca independenți și anume: bașcanul în funcție al Găgăuziei, Gheorghe Tabunșcic, adjunctul procurorului general al Republicii Moldova, Alexandru Stoianoglo, primarul orașului Comrat, Nicolai Dudoglo și primarul de Ceadîr-Lunga, Mihail Formuzal.
Partidul Comuniștilor din Republica Moldova (partid de guvernământ) și-a exprimat susținerea de la început pentru Gheorghe Tabunșcic: "Din ziua creării autonomiei, comuniștii din R. Moldova contribuie sincer și ferm la dezvoltarea temeliilor acesteia, la progresul economic, social și cultural al Gagauz Yeri. Nu este întîmplător faptul că, deja de mai bine de opt ani, PCRM rămîne a fi singurul partid care include în rîndul deputaților reprezentanți ai autonomiei găgăuze. Nu este întîmplător că anume propunerile legislative ale fracțiunii parlamentare a PCRM au extins substanțial drepturile constituționale ale Găgăuziei prin acordarea către autonomie a dreptului de inițiativă legislativă în Parlamentul național. Este absolut limpede că tot ce a fost pozitiv în ultimii ani trebuie continuat și dezvoltat intens”.
Deși a fost susținut de Partidul Comuniștilor din Republica Moldova (PCRM) și de Partidul Agrar din Moldova, beneficiind în plus și de mediatizarea excesivă a candidaturii sale, bașcanul în exercițiu, Gheorghe Tabunșcic, a acumulat în primul tur doar 24,14% din voturile alegătorilor găgăuzi și nu a trecut în turul doi. Pierderea alegerilor s-a datorat slabelor realizări ale bașcanului în cel de-al doilea mandat și izolării tot mai mult a UTA Gagauz Yeri.
În acest scrutin, Formuzal a fost sprijit de alianța partidelor pro-Rusia, Ravnopravie-Patria Rodina. În campania electorală, Formuzal a promis să deschidă reprezentanțe comercial-economice și culturale ale Găgăuziei în Turcia, Rusia, Bulgaria și Ucraina și să pună în aplicare un proiect numit "readucerea acasă a compatrioților", vizându-i pe găgăuzii care lucrează peste hotare.
Noul guvernator al UTA Găgăuzia, Mihail Formuzal a fost învestit la 29 decembrie 2006 în funcția de bașcan la Casa de Cultură din Comrat. El va trebui să colaboreze în mod constructiv cu Adunarea Populară din Unitatea Teritorială Autonomă Gagauz Yeri, în care majoritatea mandatelor este deținută de către Partidul Comuniștilor din Republica Moldova.
În temeiul art. 88 lit. j) din Constituția Republicii Moldova și al art. 14 alin. (4) din Legea privind statutul juridic special al Găgăuziei (Gagauz-Yeri), printr-un decret din 16 ianuarie 2007 al președintelui Republicii Moldova, Vladimir Voronin, guvernatorul Găgăuziei, Mihail Formuzal a fost confirmat în funcția de membru din oficiu al Guvernului.
| Candidat            | Procent voturi turul I | Procent voturi turul II |
| ------------------- | ---------------------- | ----------------------- |
| Mihail Formuzal     | 33,89%                 | 56,23%                  |
| Nicolai Dudoglo     | 31,40%                 | 43,77%                  |
| Gheorghe Tabunșcic  | 24,14%                 |                         |
| Alexandr Stoianoglo | 10,58%                 |                         |

În primul tur al alegerilor, din 3 decembrie 2006, Mihail Formuzal și Nicolai Dudoglo au acumulat 33,89% și respectiv 31,40% din sufragiile alegătorilor. Bașcanul în exercițiu, Gheorghe Tabunșcic, a acumulat în primul tur doar 24,14% din voturile alegătorilor găgăuzi și nu a trecut în turul doi. Celălalt candidat, Alexandr Stoianoglo, Procuror General adjunct al Republicii Moldova, s-a clasat pe ultimul loc, cu 10,58% din voturi.
La turul II din 17 decembrie 2006, primarul orașului Ceadîr-Lunga, Mihail Formuzal, a repurtat victoria pentru postul de bașcan (guvernator) al Găgăuziei cu 56,23% din voturi. Au participat la aceste alegeri 62,8% din numărul alegătorilor.

### Lista președinților „Republicii Găgăuze”
În perioada 1990-1995, autoproclamata „Republică Găgăuză” a avut următorii președinți:
| Nume                                                            | De la             | Până la          |
| --------------------------------------------------------------- | ----------------- | ---------------- |
| Stepan Topal (președinte al Sovietului Suprem al „RSS Găgăuze”) | 31 octombrie 1990 | 1 decembrie 1991 |
| Stepan Topal (președinte al „Republicii Găgăuze”)               | 1 decembrie 1991  | 19 iunie 1995    |

## Lista guvernatorilor UTA Gagauz Yeri
Guvernatorii (Bașcanii) UTA Gagauz Yeri au fost următorii:
|   | Nume               | Portret         | Mandat             | Mandat             |
| - | ------------------ | --------------- | ------------------ | ------------------ |
| 1 | Gheorghe Tabunșcic |                 | 19 iunie 1995      | 24 septembrie 1999 |
| 2 | Dumitru Croitor    | Croitor         | 24 septembrie 1999 | 21 iunie 2002      |
| 3 | Gheorghe Tabunșcic |                 | 9 noiembrie 2002   | 29 decembrie 2006  |
| 4 | Mihail Formuzal    | Михаил Формузал | 29 decembrie 2006  | 15 aprilie 2015    |
| 5 | Irina Vlah         | Влах Ірина      | 15 aprilie 2015    | 19 iulie 2023      |
| 6 | Evghenia Guțul     | Евгения Гуцул   | din 19 iulie 2023  |                    |